# БК-13
БК-13 — принимавший участие в Сталинградской битве бронекатер Волжской военной флотилии. В 1994 году установлен как памятник на Центральной набережной Волгограда..

### Великая Отечественная война
Бронекатер БК-13 — один из серии бронекатеров проекта 1125. Заложен на Зеленодольском судостроительном заводе им. М. Горького в 1941 году, спущен на воду весной 1942 года, 10 июля вошёл в состав Волжской военной флотилии.
С 24 июля по 17 декабря 1942 года БК-13 принимал участие в обороне Сталинграда во втором дивизионе Волжской военной флотилии. За проявленный в защите города героизм дивизиону было присвоено гвардейское звание. Командир лейтенант Маркин Дмитрий Григорьевич награждён орденом Красного Знамени.
14 сентября 1943 года бронекатер переведён в Днепровскую флотилию, в её составе он принимал участие в боях на Припяти и Западном Буге, Белорусской и Берлинской наступательных операциях.

### Современное состояние
После войны бронекатер продолжал нести воинскую службу в Дунайской флотилии. При ее расформировании в 1960 году БК-13 был передан в дар Музею обороны Царицына — Сталинграда.
С 1960 по 1994 годы бронекатер находился в затоне Волгоградского судостроительно-судоремонтного завода в Краснослободске. В 1994 году установлен у центрального входа в музей-панораму «Сталинградская битва» как памятник, в 1995 году переставлен на постамент работы архитектора Т. П. Садовского. В 2013 году рядом с памятником была установлена мемориальная доска с именами членов экипажа.
В России и странах бывшего СССР как памятники сохранилось не менее 12 бронекатеров серии 1125 (список). В Волгограде в настоящее время (2018 год) ремонтируется поднятый с дна Волги в 2017 году БК-31 (потоплен в бою 9 октября 1942 года), бронекатер этой серии и «близнец» БК-13.

### Статьи в газетах
- Две жизни бронекатера // Волгоградская правда. — 2013. — 30 авг.
- Ковалдин, В. Бронекатер № 13 — один из прославленных кораблей Волжской военной флотилии — станет памятником / В. Ковалдин // Вечерний Волгоград. — 1980. — 13 авг. — С. 3 : рис.
- Моделист-конструктор. — 1985. — № 9.
- Плехов И. М. Бронекатера в боях за Сталинград / И. М. Плехов, С. П. Хватов // Морской сборник. — 1972. — № 8.
- Сыркин, Л. «Тринадцатый» / Л. Сыркин // Вечерний Волгоград. — 1980. — 24 нояб. — С. 3 : фот.
- Цветы, весна и месяц май, и ныне связь времен не рвется / С. Агеева [и др.]; фот. : В. Елистратов, Е. Лисянский // Вечерний Волгоград. — 1995. — 11 мая (№ 84-85). — С. 1-2 : фот.
- Шевченко, В. В бой идут речные танки / В. Шевченко // Городские вести. — 2011. — 21 апр. — С. 12 : фот.
- Широкорад, А. Русское ноу-хау : речные танки / А. Широкорад // Военно-промышленный курьер. — 2010. — 24 марта (№ 11).